# Détective Conan Drama spécial : Shinichi Kudo et l'Affaire du meurtre du Shinsengumi de Kyoto
 (mai 2012).
Si vous disposez d'ouvrages ou d'articles de référence ou si vous connaissez des sites web de qualité traitant du thème abordé ici, merci de compléter l'article en donnant les références utiles à sa vérifiabilité et en les liant à la section « Notes et références ».
Détective Conan Drama spécial : Shinichi Kudo et l'affaire du meurtre du Shinsengumi de Kyoto (工藤新一京都新撰組殺人事件, Meitantei Konan Drama special: Kudō Shin'ichi Kyōto Shinsengumi Satsujin Jiken) est le quatrième drama spécial basé sur le manga Détective Conan et a été diffusé le 12 avril 2012 sur NTV

## Synopsis
Cet épisode traite de deux affaires (dont la première est celle du T.21 CH.4 à 7 de Détective Conan, épisode spécial 162).
A Kyoto, Heiji tourne dans un film, lequel semble bien se dérouler. Jusqu'au moment où Kogoro Mouri, qui a un petit rôle, décide d'en demander un plus grand. Kazuha envoie alors un message à Ran et Shinichi, leur demandant de les rejoindre sur le plateau de tournage pour voir comment cela se passe.
Tous deux prennent alors l'avion. La jeune fille, s'endormant durant le trajet, se remémore une des premières affaires de Shinichi, qui s'était également déroulée dans les mêmes conditions aériennes, il y a un an.  
En effet, leur vol a été quelque peu perturbé par un meurtre - celui du photographe Kazuhiro Otaka - qui semblait avoir été perpétré en 'chambre close'. Shinichi savait que le meurtrier se cachait parmi ses quatre suspects, et c'est grâce à Ran qu’il a découvert l’astuce utilisée.
Arrivés à Kyoto, et tandis qu'ils assistent à une énorme dispute amoureuse entre les trois acteurs principaux du film, une importante explosion se produit durant le tournage d'une scène, brûlant gravement au visage Reiichiun Sakuraba, un des trois acteurs, et laissant Heiji et Kogoro inconscients. On découvre alors plus tard une des deux autres actrices principales, Momoka Hayashibara, pendue dans sa loge.
Tout le monde s'accorde à dire qu'il s'agit d'un suicide, causé par la jalousie de Momoka au sujet de ce triangle amoureux, dont elle était la principale cause de discorde. 
Pourtant, Shinichi découvre que cela est bien un meurtre qui a utilisé l'astuce de la chambre close. Il décide, avec l'aide d'Heiji, d'organiser toute une mise en scène pour dévoiler le meurtrier. Mais un élément imprévu va chambouler la déduction.

## Distribution
- Junpei Mizobata : Shinichi Kudo
- Shiori Kutsuna : Ran Mouri
- Takanori Jinnai : Kogoro Mouri
- Tori Matsuzaka : Heiji Hattori
- Rei Okamoto : Kazuha Toyama
- Yuichi Tsuchiya : Wataru Takagi
- Natsuhi Ueno : Miwako Sato

## Musique
L'ending du drama (le générique de fin) est Sakura Uta de la chanteuse de J-Pop yu-yu.